# طارق الشبلي
طارق شبلي فنجان السعد، ملحن عراقي من محافظة البصرة ، ولد في البصرة عام 1939، وتوفي 17/3/2014.
بدأ مشواره في الموسيقى والغناء عام 1956. عمل عازفًا على آلة الكمان ضمن الفرق البصرية آنذاك، ومنها فرقة تلفزيون البصرة، لكنه انتمى لفرقة الموانئ مع الفنان مجيد العلي و طارق شعبان ومنها انطلق اللحن الأوّل الذي قدّمه واشتهر في حينه للفنان سعدون جابر بأغنية الصفصاف، ثم كانت المسيرة حافلة بالأغنيات الجميلة والمؤثرة والتي ضمت اغانيٍ قدمها قدّمها بايقاعات بصرية.
حصل في مشواره الفني على العديد من الجوائز وأصبح الرواد في مجال الأغنية العراقية.
تعرض طارق الشبلي إلى الإصابة بالمرض الخبيث والنتيجة ظهور ورم خلف رأسه من الجهة اليسرى تسبّب له في شلل في الجهة اليمنى من الجسم، سافر إلى أربيل للعلاج في أحد مستشفياتها، حيث أزيل الورم، لكنه سرعان ما عاد فاضطر إلى أن يسافر إلى إيران أكثر من مرة، وكلما أزيل الورم عاد من جديد. توفي في البصرة في 17/3/2014.

## أهم الفنانين الذين لحن لهم
- فؤاد سالم
- محمود أنور
- رياض أحمد
- سعدون جابر
- سيتا هاكوبيان
- قحطان العطار
- صلاح عبد الغفور
- رضا الخياط
- محمد الشامي
- قصي البصري
- صباح السهل
- سهى عبد الأمير
- عبد الله رويشد
- راشد الماجد

## أهم أغنياته
| اسم الأغنية                                                       | أداء                                 | كلمات          |
| ----------------------------------------------------------------- | ------------------------------------ | -------------- |
| يفر بيه هوى المحبوب                                               | محمد الشامي                          | محمد المحاويلي |
| لوتحب لو ما تحب                                                   | محمود انور                           | طاهر سلمان     |
| قلي شنو الصار                                                     | محمود انور                           |                |
| اكول الله على العايل                                              | عارف محسن                            | طاهر سلمان     |
| بالله سلم سلام                                                    | رياض أحمد                            |                |
| واجب بالروح أشريك                                                 | رياض أحمد                            |                |
| مستاحش                                                            | رياض أحمد                            |                |
| لا تلوموني                                                        | صلاح عبد الغفور                      |                |
| الصفصاف                                                           | سعدون جابر                           | مهدي السوداني  |
| لعيونك أنت يا حلو                                                 | سعدون جابر                           | طاهر سلمان     |
| إبهيده هيده                                                       | انوار عبد الوهاب وايضاً سيتا هاكوبيان | فوزي قاسم سعد  |
| لالي يا قمر لالي                                                  | سيتا هاكوبيان                        | محمد المحاويلي |
| زغيرة كنت وأنت زغيرون                                             | سيتا هاكوبيان                        |                |
| لاموني لاموني                                                     | سيتا هاكوبيان                        |                |
| شوقي خذاني                                                        | سيتا هاكوبيان                        | فالح الدراجي   |
| يمر ليلك حبيبي                                                    | فاضل عواد                            |                |
| ما تدرين                                                          | فؤاد سالم                            | طاهر سلمان     |
| اول هوى                                                           | فؤاد سالم                            | طاهر سلمان     |
| تقول بنت عشيري                                                    | فؤاد سالم                            | طاهر سلمان     |
| حركي الرسايل                                                      | علي العيساوي                         | طاهر سلمان     |
| يا نار                                                            | علي العيساوي                         | طاهر سلمان     |
| الليله حنته وباجر يزفونه                                          | علي العيساوي                         | طاهر سلمان     |
| مكاني وين                                                         | حميد منصور                           | طاهر سلمان     |
| الله ولحد يا هلي                                                  | حميد منصور                           | طاهر سلمان     |
| حشى للهوى                                                         | حميد منصور                           | طاهر سلمان     |
| حسبي الله عليهم                                                   | حميد منصور                           | طاهر سلمان     |
| سامع الصوى                                                        | حميد منصور                           | طاهر سلمان     |
| امكبعة "اغنية سياسية بمناسبة المؤتمر الثالث للحزب الشيوعي العراقي | فرقة الطريق                          | علي العضب      |
| اوبريت المعيبر شنان                                               |                                      | علي العضب      |
| بعدك بالقلب بعدك                                                  |                                      |                |
| شوف اشسوه هجرانك                                                  |                                      |                |
| راح العزيز وروحي راحت                                             |                                      |                |
| هلا بجيتك                                                         |                                      |                |
| مر بوطنه                                                          |                                      |                |
| مكحلات العيون                                                     |                                      |                |

## أهم المواقع التي شغلها
نقيب الفنانين في البصرة

	مدير بيت المقام العراقي
-

رئيس اتحاد الموسيقين في البصرة